# Leucoma clara
Leucoma clara es una polilla de la familia Erebidae . Se ubica especialmente en Taiwán y la India . 
La envergadura total es de 35-36 mm. 